# Isola di Shahi
L'isola di Shahi (o "isola del re" in persiano: جزیره شاهی)  si trova nel lago di Urmia, in Iran, nella regione dell'Azarbaijan orientale. È la più grande delle isole del lago e si trova nella parte orientale; ha un'area di 27 km². Sull'isola ci sono vari villaggi, tra cui: Gamichi sulla costa meridionale, Sarai a est e Burachalu a nord.
Data la riduzione progressiva del lago di Urmia, l'isola è ormai collegata alla terraferma ed è considerata una penisola.

## Storia
Nel 1265, il condottiero mongolo Hulagu Khan fu sepolto su una montagna nell'isola, presumibilmente con tutte le sue fantastiche ricchezze. La sua tomba non è mai stata scoperta.